# 绍讷
绍讷（法語：Chaulnes，法語發音：[ʃo(l)n]）是法国上法蘭西大區索姆省的一个市镇，属于佩罗讷区。

## 地理
绍讷（49°48'56"N, 2°48'15"E）面积8.46 平方千米，位于法国上法蘭西大區索姆省，该省份为法国北部沿海省份，北起加来海峡省和北部省，西接滨海塞纳省和大西洋英吉利海峡，南至瓦兹省，东临埃纳省。
与绍讷接壤的市镇（或旧市镇、城区）包括：阿布兰库尔-普雷苏瓦尔、希利、阿吕、伊佩库尔、利翁斯、潘希、皮佐、韦尔芒多维莱尔。

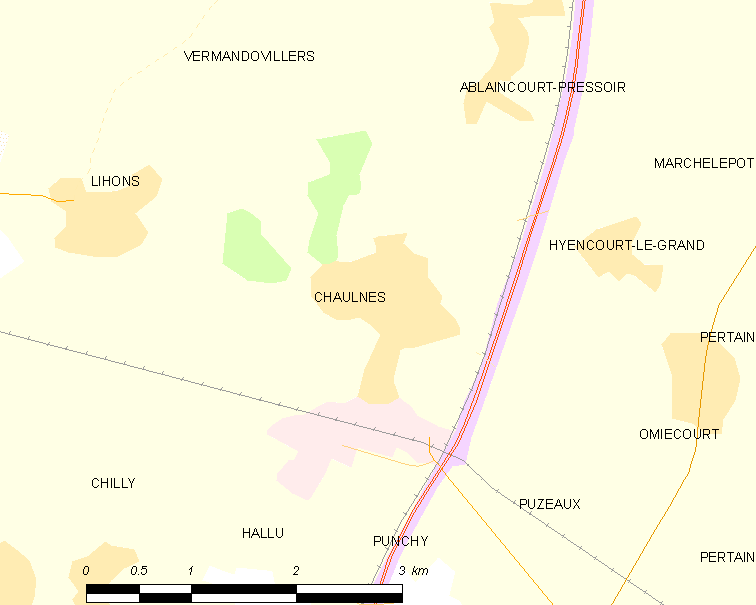
绍讷的OSM定位图

绍讷的时区为UTC+01:00、UTC+02:00（夏令时）。

## 行政
绍讷的邮政编码为80320，INSEE市镇编码为80186。

## 政治
绍讷所属的省级选区为阿姆县。

## 人口

1962-2008年间绍讷人口变化图示

绍讷于2022年1月1日时的人口数量为1983人。